# Les Rivaux de la pompe
Pour les articles homonymes, voir Pompe (homonymie).
Pour plus de détails, voir Fiche technique et Distribution.
Les Rivaux de la pompe (One Run Elmer) est un court métrage américain réalisé par Charles Lamont en 1935.

## Fiche technique
- Titre original : One Run Elmer
- Producteur : E. H. Allen, E. W. Hammons
- Langue : anglais
- Date de sortie : 
  - États-Unis : 22 février 1935

## Distribution
- Buster Keaton : Elmer
- Lona Andre : la fille
- Dewey Robinson : l'arbitre
- Harold Goodwin : le rival d'Elmer
- Bobby Dunn : lanceur de balle (baseball) (non crédité)
- Jim Thorpe : joueur de deuxième but (baseball) (non crédité)